# Gornji Makreš
Gornji Makreš (en serbocroata: Gornji Makreš / Горњи Макреш) o Makresh i Epërm (en albanés: Makresh i Epërm) es un pueblo en el municipio de Novo Brdo del distrito de Pristina de Kosovo.Gornji Makreš es uno de los enclaves serbios en Kosovo.   

## Historia
En 1432 se menciona que los turcos derrotaron al ejército de Novo Brdo en Makreš, pero no está claro si Makreš era en aquella época un pueblo o un nombre topográfico. El pueblo fue reconstruido incluso antes de la primera penetración de los albaneses en Kriva Reka, antes de finales del siglo XVII.

## Demografía
La evolución demográfica de Gornji Makreš entre 1948 y 2011 fue la siguiente:
| 396                                                 | 436 | 444 | 441 | 354 | 261 | 58 |
| (Fuente: Population of Kosovo since Yugoslav times) |     |     |     |     |     |    |

Según el censo de 2011 (boicoteado parcialmente por los serbios), los serbios representaban el 86,21% de la población (50 personas) y los albaneses, el 13,79% (8 personas).En el censo yugoslavo de 1961, los serbios eran el 100% de la población local.

## Infraestructura

### Arquitectura, monumentos y lugares de interés
En Gornji Makreš hay una Iglesia de San Nicolás.